# Rio Jauaperi
Rio Jauaperi är ett vattendrag i Brasilien. Det ligger i den nordvästra delen av landet, 2 200 km nordväst om huvudstaden Brasília.
I omgivningarna runt Rio Jauaperi växer i huvudsak städsegrön lövskog. Trakten runt Rio Jauaperi är nära nog obefolkad, med mindre än två invånare per kvadratkilometer.